# DAMP
DAMP lub alarminy, które określane są także jako: struktury molekularne związane z uszkodzeniem, struktury molekularne związane z zagrożeniem (od ang. Danger/Damage Associated Molecular Patterns) – endogenne cząsteczki uwalniane w następstwie uszkodzenia lub śmierci komórek w przebiegu martwicy lub pyroptozy, które sygnalizując zagrożenie aktywują mechanizmy odporności nieswoistej za pomocą interakcji z receptorami rozpoznającymi wzorce (PRR). Obecność cząsteczek DAMP inicjuje również mechanizmy naprawy uszkodzonych tkanek.
Najlepiej poznane cząsteczki DAMP to:
- pozakomórkowe kwasy nukleinowe
- ATP
- białko HMGB1 (high-mobility group box 1)
- kryształy kwasu moczowego
- białka szoku cieplnego (HSP)

Alarminami mogą być nawet całe mitochondria (być może dlatego, że ich ewolucyjne pochodzenie jest prokariotyczne).
Pomimo podstawowego korzystnego działania w mechanizmach odpornościowych cząsteczki DAMP mogą również wywierać szkodliwy prozapalny wpływ w schorzeniach takich jak: reumatoidalne zapalenie stawów, SLE, zwyrodnienie stawów, miażdżyca, choroba Alzheimera, Parkinsona, czy choroba nowotworowa.
. 